# Otto Christian Rosenkrantz
Otto Christian Rosenkrantz (født 24. marts 1727, død 31. oktober 1785 i København) var en dansk-norsk officer (premiermajor). Efter en karriere som officer ved forskellige norske regimenter blev han kommandant på Vardøhus fæstning fra 1780 til 1785.
I sit andet ægteskab med Karen Johanne Rønning (1719–1779), havde Otto Christian Rosenkrantz tre sønner, herunder Niels Rosenkrantz og Marcus Gjøe Rosenkrantz. Familien tilhørte adelsslægten Rosenkrantz, men forældrene var uformuende.
Otto Christian Rosenkrantz døde 31. oktober 1785 på en rejse til København.